# Mikroregion Ouro Preto

Mikroregion Ouro Preto

Mikroregion Ouro Preto – mikroregion w brazylijskim stanie Minas Gerais należący do mezoregionu Metropolitana de Belo Horizonte.

## Gminy
- Diogo de Vasconcelos
- Itabirito
- Mariana
- Ouro Preto